# Luis Maldonado Arenas
Luis Maldonado Arenas (Madrid, 23 de abril de 1930 - Ibídem., 23 de octubre de 2017) fue un teólogo español. Catedrático emérito del Instituto Superior de Pastoral (Universidad Pontificia de Salamanca).  

## Biografía
Licenciado en Filosofía por la Universidad de Comillas, Doctor en Teología por la Universidad de Innsbruck, y catedrático de la Universidad Pontificia de Salamanca. En 1955, creó en Salamanca el Instituto Superior de Pastoral, junto con Casimiro Sánchez Aliseda, Casiano Floristán, Mauro Rubio Repullés y José Manuel Estepa Llaurens. En 1964 dicho instituto se trasladó a Madrid. Maldonado fue su director durante más de diez años.
Prosiguió su labor docente como profesor del Instituto Superior de Ciencias Religiosas y Catequética en el curso 1978-79; posteriormente continuó en el Estudio Teológico San Dámaso que luego sería Facultad de Teología, en el curso 1984-85, y finalmente como profesor en San Dámaso hasta su jubilación en el curso 1999-2000. Fue profesor invitado de diversas facultades de Teología de España y Latinoamérica.
Su acción pastoral en Madrid estuvo vinculada a la Iglesia de la Ciudad Universitaria y, tiempo después, a la Iglesia del Espíritu Santo, en la calle Serrano (del Consejo Superior de Investigaciones Científicas). Fue consiliario diocesano y nacional de la Juventud Estudiante Católica.
Presidió la sección española de la Asociación Europea de Teología Católica. Dirigió la Revista Española de Teología y fue miembro del consejo de redacción de la revista Concilium.